# Tomoko Ishimura
Tomoko Ishimura (石村 知子 Ishimura Tomoko) es una seiyū japonesa nacida el 24 de febrero de 1972 en Zama, Prefectura de Kanagawa. Fue acreditada como Mifuyu Hiiragi (柊 美冬 Hiiragi Mifuyu) hasta agosto de 1999, cuando adoptó el nombre Kyoko Tsuruno (鶴野 恭子 Tsuruno Kyoko). A partir del 1° de mayo de 2004 se la acredita con su nombre verdadero.
Ha participado en series como Slayers, Lost Universe y Hōshin Engi, entre otras. Está afiliada a 81 Produce.

## Roles interpretados

### Series de Anime
- Detective Conan como Chie Ootake y Chika Araki
- Eat-Man '98 como Francois (como Kyoko Tsuruno)
- Eden's Bowy como Hairra/Heara (como Kyoko Tsuruno)
- El Hazard: The Alternative World como Fatora (como Kyoko Tsuruno)
- Hōshin Engi como Inchao (pequeño) (como Kyoko Tsuruno)
- InuYasha como la Princesa de la Niebla (como Kyoko Tsuruno)
- Jester el aventurero como Nihi (como Mifuyu Hiiragi)
- Jibaku-kun como D'Artagnan/Dartañan
- Kaikan Phrase como Yuka Kiryuu (como Kyoko Tsuruno)
- Karakurizōshi Ayatsuri Sakon como Mika Akidzuki (como Kyoko Tsuruno)
- Los cielos azules de Romeo como Dante (como Kyoko Tsuruno)
- Lost Universe como Millienium Feria Nocturne
- Magical Nyan Nyan Taruto como Kinako (como Kyoko Tsuruno)
- Mahou no Stage Fancy Lala como Chisa Shinohara (como Mifuyu Hiiragi)
- Matantei Loki Ragnarok como Tsubasa Maijima (como Kyoko Tsuruno)
- MegaMan EXE Axess como Chisao Ooyama (como Kyoko Tsuruno)
- MegaMan NT Warrior como Chisao Ohyama
- Onmyou Taisenki como Subaru
- Pretty Sammy como Rumiya (como Mifuyu Hiiragi)
- Remy, la niña sin hogar como Marcel
- Shadow Skill como Gian Deez (como Kyoko Tsuruno)
- Silent Möbius como Rally Cheyenne (pequeña) (como Kyoko Tsuruno)
- Slayers Next como Martina Zoana Mel Navratilova (como Mifuyu Hiiragi)
- Sorcerer Hunters como Opera (como Mifuyu Hiiragi)
- Street Fighter II-V como Linda y Maine (como Kyoko Tsuruno)
- Super GALS como Junichi (pequeño) (como Kyoko Tsuruno)
- Taiho Shichauzo como Ryousuke Shiroyama (como Mifuyu Hiiragi)
- The Big O como Louise Ferry (como Kyoko Tsuruno)
- Trigun como Lina (como Kyoko Tsuruno)
- Wagamama Fairy Mirmo de Pon! como Raichi/Richi (como Kyoko Tsuruno)
- Zenki como Hitomi (como Mifuyu Hiiragi)
- Zoids: Chaotic Century como el Emperador Rudolph (como Kyoko Tsuruno)
- Zoids Fuzors como Venus

### OVAs
- El Hazard como Fatora (como Mifuyu Hiiragi)
- Guardian Hearts como Kurusu (como Kyoko Tsuruno)
- Guardian Hearts! Power UP! como Kurusu
- Pretty Sammy como Rumiya (como Mifuyu Hiiragi)
- Saiyuki como Jeep/Hakuryu
- Seraphim Call como Saeno Hiiragi (como Kyoko Tsuruno)
- Shadow Skill como Gian Deez (como Kyoko Tsuruno)
- Sorcerer Hunters como Eclair Mocha (como Mifuyu Hiiragi)
- Buttobi CPU como Mimi Takaoka (como Mifuyu Hiiragi)

### Películas
- Hokuto no Ken - Shin Kyūseishu Densetsu: La leyenda de Raō - Capítulo del Amor Mártir como Ryō
- Jungle Emperor Leo: Hon-o-ji como Leo (como Kyoko Tsuruno)
- Leo, el Emperador de Selva como Rune (como Mifuyu Hiiragi)
- Taiho Shichauzo como Yoko Matsuda (como Kyoko Tsuruno)

### Videojuegos
- Final Fantasy XII como Kytes

### CD Drama
- Slayers Nextra como Martina Zoana Mel Navratilova

## Música
Como Kyoko Tsuruno interpretó:
- El segundo ending de la serie El Hazard: The Alternative World: Love Mania!. Lo realizó en compañía de Maaya Sakamoto, Rio Natsuki y Etsuko Kozakura.[2]
- El séptimo ending del OVA Seraphim Call: Return to myself.[3]